# Напрямні провідники
Напрямні провідники (рос. направляющие проводники, англ. guides, нім. Führungsleiter m pl) – елементи армування ствола шахти, які закріпляються на розстрілах (розпорах) і слугують перепонами боковим переміщенням, крученню підйомних посудин, що виключає їх зіткнення при зустрічному русі.